# Malwan
Malwan es una ciudad y  municipio situada en el distrito de Sindhudurg en el estado de Maharashtra (India). Su población es de 18648 habitantes (2011). Se encuentra a 127 km de Kolhapur.

## Demografía
Según el censo de 2011 la población de Malwan era de 18648 habitantes, de los cuales 9663 eran hombres y 8985 eran mujeres. Malwan tiene una tasa media de alfabetización del 93%, superior a la media estatal del 82,34%: la alfabetización masculina es del 94,76%, y la alfabetización femenina del 91,11%.